# Erik-Hansatjärnen
Erik-Hansatjärnen är en sjö i Strömsunds kommun i Jämtland och ingår i Indalsälvens huvudavrinningsområde.